# Сейшу-ду-Коа
Сейшу-ду-Коа (порт. Seixo do Côa)  —  район (фрегезия) в Португалии,  входит в округ Гуарда. Является составной частью муниципалитета  Сабугал. По старому административному делению входил в провинцию Бейра-Алта. Входит в экономико-статистический  субрегион Бейра-Интериор-Норте, который входит в Центральный регион. Население составляет 233 человека на 2001 год. Занимает площадь 18,21 км².
Покровителем района считается Дева Мария (порт. Nossa Senhora dos Milagres). 